# 4322 Біллджексон
4322 Біллджексон (4322 Billjackson) — астероїд головного поясу, відкритий 11 березня 1981 року.
Тіссеранів параметр щодо Юпітера — 3,583.